# Tekirdağ (circonscription électorale)
La circonscription électorale de Tekirdağ correspond à la province du même nom et envoie 8 députés à la Grande assemblée nationale de Turquie (6 entre 2011 et 2018, 7 entre 2018 et 2023).

## Composition
La circonscription de Tekirdağ est divisée en 11 districts (ilçe). Chaque district est composé d'un chef-lieu et de municipalités (communes et villages).

## Liste de députés

### Élections législatives de 2018
| Partis                   | Partis                                        | Voix    | %     | Sièges | +/-           | Élus                                             |
| ------------------------ | --------------------------------------------- | ------- | ----- | ------ | ------------- | ------------------------------------------------ |
|                          | Parti républicain du peuple (CHP)             | 253 708 | 38,18 | 3      |               | Faik Öztrak, İlhami Özcan Aygun et Candan Yüceer |
|                          | Parti de la justice et du développement (AKP) | 230 731 | 34,73 | 3      | en stagnation | Mustafa Şentop, Mustafa Yel et Çiğdem Koncagül   |
|                          | Le Bon Parti (İYİ)                            | 78 022  | 11,74 | 1      | Nv.           | Enez Kaplan                                      |
|                          | Parti d'action nationaliste (MHP)             | 50 255  | 7,56  | 0      | en stagnation |                                                  |
|                          | Parti démocratique des peuples (HDP)          | 43 729  | 6,58  | 0      | en stagnation |                                                  |
|                          | Parti de la félicité (SP)                     | 5 203   | 0,78  | 0      | en stagnation |                                                  |
|                          | Parti patriote (VATAN)                        | 1 642   | 0,25  | 0      | en stagnation |                                                  |
|                          | Parti de la cause libre (HÜDA PAR)            | 929     | 0,14  | 0      | en stagnation |                                                  |
|                          | Indépendants (Ind.)                           | 229     | 0,03  | 0      | en stagnation |                                                  |
|                          |                                               |         |       |        |               |                                                  |
| Total                    | Total                                         | 664 448 | 100   | 7      | 1             | -                                                |
| Inscrits / participation | Inscrits / participation                      | 737 697 | 89,10 |        |               |                                                  |

### Élections législatives de 2023
| Partis                   | Partis                                        | Voix    | %     | Sièges | +/-           | Élus                                                        |
| ------------------------ | --------------------------------------------- | ------- | ----- | ------ | ------------- | ----------------------------------------------------------- |
|                          | Parti républicain du peuple (CHP)             | 284 485 | 36,25 | 4      | 1             | Faik Öztrak, İlhami Özcan Aygun, Cem Avşar et Nurten Yontar |
|                          | Parti de la justice et du développement (AKP) | 241 165 | 30,73 | 3      | en stagnation | Mestan Özcan, Gökhan Diktaş et Çiğdem Koncagül              |
|                          | Le Bon Parti (İYİ)                            | 87 644  | 11,17 | 1      | en stagnation | Selcan Hamşıoğlu                                            |
|                          | Parti d'action nationaliste (MHP)             | 50 635  | 6,45  | 0      | en stagnation |                                                             |
|                          | Parti de la gauche verte (YSP)                | 48 679  | 6,20  | 0      | en stagnation |                                                             |
|                          | Parti de la victoire (ZP)                     | 17 873  | 2,28  | 0      | Nv.           |                                                             |
|                          | Parti des travailleurs de Turquie (TIP)       | 12 557  | 1,60  | 0      | en stagnation |                                                             |
|                          | Nouveau parti de la prospérité (YRP)          | 12 412  | 1,58  | 0      | Nv.           |                                                             |
|                          | Parti de la patrie (M)                        | 9 945   | 1,27  | 0      | Nv.           |                                                             |
|                          | Parti de la grande unité (BBP)                | 4 242   | 0,54  | 0      | en stagnation |                                                             |
|                          | Parti jeune (GP)                              | 3 979   | 0,51  | 0      | en stagnation |                                                             |
|                          | Parti de la justice (AP)                      | 1 898   | 0,24  | 0      | Nv.           |                                                             |
|                          | Parti patriote (VATAN)                        | 1 189   | 0,15  | 0      | en stagnation |                                                             |
|                          | Parti de gauche (SOL)                         | 806     | 0,10  | 0      | en stagnation |                                                             |
|                          | Parti de la nation (MP)                       | 777     | 0,10  | 0      | en stagnation |                                                             |
|                          | Parti communiste de Turquie (TKP)             | 695     | 0,09  | 0      | en stagnation |                                                             |
|                          | Parti des droits et libertés (HAK)            | 671     | 0,09  | 0      | en stagnation |                                                             |
|                          | Parti de la justice et de l'unité (AB)        | 559     | 0,07  | 0      | Nv.           |                                                             |
|                          | Parti de libération du peuple (HKP)           | 519     | 0,07  | 0      | en stagnation |                                                             |
|                          | Mouvement communiste (TKH)                    | 216     | 0,03  | 0      | Nv.           |                                                             |
|                          | Parti de la mère patrie (ANAP)                | 22      | 0,00  | 0      | en stagnation |                                                             |
|                          | Parti de l'union du pouvoir (GBP)             | 12      | 0,00  | 0      | Nv.           |                                                             |
|                          | Parti de la route nationale (MYP)             | 4       | 0,00  | 0      | Nv.           |                                                             |
|                          | Parti de l'innovation (YP)                    | 2       | 0,00  | 0      | Nv.           |                                                             |
|                          | Indépendants (Ind.)                           | 3 686   | 0,47  | 0      | en stagnation |                                                             |
|                          |                                               |         |       |        |               |                                                             |
| Total                    | Total                                         | 784 712 | 100   | 8      | 1             | -                                                           |
| Inscrits / participation | Inscrits / participation                      | 858 412 | 90,53 |        |               |                                                             |